# Kilégzés (novella)
A Kilégzés (Exhalation) Ted Chiang 2008-ban megjelent sci-fi novellája, a termodinamika második törvényéről. Először 2008-ban jelent meg az Eclipse 2: New Science Fiction and Fantasy című antológiában, amelyet Jonathan Strahan szerkesztett. 2019-ben a történet bekerült a Kilégzés: történetek című novellagyűjteményébe. Az író ezen művéért 2009-ben Hugo-díjat nyert.
Magyarul először a Galaktika Fantasztikus Könyvek-sorozat Kétszázadik antológiában jelent meg.

## Cselekmény
Egy tudós naplófeljegyzései furcsa eseményekről számolnak be. Az anatómus tagja egy olyan fajnak, melyek egyedei levegővel (argonnal) működő mechanikus létformák. Minden nap két levegővel teli tüdőt fogyasztanak el. Az üres párost eltávolítják a testükből, és feltöltöttet helyeznek vissza. Ha a csere elmarad, titán értelmük súlyosan károsodik, elveszítik korábbi emlékképeiket, ismereteiket krómfalú világukról. Bár az egyedek 100 évnél is tovább élnek, írott történelmük mindössze néhány száz évre tehető.
Ebben az idegen világban a gondolkodó fémlények hosszadalmas halálra vannak ítélve. Baj van a – fizikai értelemben – zárt rendszerükkel. Az alkotó faj tudósa megpróbálja kideríteni világuk szűkülésének okait, még aranyagyának önboncolására is hajlandó. A főszereplő elvégzi a kísérletet, amely megerősíti legrosszabb félelmeit.

### Értékelések
„A kötet egyik messze kiemelkedő darabja. A zsáner legjobb tulajdonságait vonultatja fel magasra értékelhető irodalmi köntösben. A termodinamika második főtételének, az entrópiának és annak egyénitől a kozmikus méretekig ívelő jelentőségének és következményének logikus, szellemes és könnyed parafrázisa. Ez már önmagában több, mint amit a kötet többi novellája a zsánerből felmutat, ami ráadásul rengeteg egyéb SF-toposszal feldúsítva tálal Chiang. Gyakorlatilag egy teljes működő társadalmat teremt az azt alkotó fajjal együtt (az eredettörténet sajnos hiányzik), néhány oldalban parafálva az emberi tudománytörténet több pontját (anatómia, agykutatás, tudat természete) is. Megteremt egy alternatív SF-et is: egy másik világ másként gondolkodó lénye mit gondolna pl. az elméleti fizikáról (másfajta energiák, párhuzamos univerzumok). Mindez ráadásul nagyon igényesen és szépen van megírva.” Orka
„Nagyon ritkán lehet olvasni olyan science fictiont, amely a tudományos megismerés folyamatát mutatja be. És mi az, amiről a novella szól? Más lények is felismerik az entrópiát. […] A főszereplő ugyanis tisztán spekulatív-kísérleti úton jön rá az entrópia tényére. S noha ő nem nevezi meg (hiszen fogalmai mások), mi tudjuk, hogy miről is van szó. […] A történetet a mesélő olyan mondatokkal adja elő, hogy csak ámulni lehet: szinte sehol egy felesleges szó vagy bekezdés. A történet szépen halad előre, világába nem ékelődik oda nem illő leírás, párbeszéd. A mondatok sorrendje logikus, összefüggő, nem bőbeszédű, ennek ellenére mindent elmond. […] A novella főhőse tipikus természettudományos módszert követ: megfigyel-megvizsgál-hipotézist állít föl-a hipotézist azután a többiek is igazolják a kapott eredményekkel. A Kilégzés első bekezdésében a narrátor bejelenti, hogy ezt a módszert követte, és hogy milyen eredményre jutott.
Chiang érdeme, hogy a levegővel kapcsolatban felépítette a mechanoidok világegyetemét is, ezzel a fiction erős, szilárd science támaszt kapott. Igen ritka – mert sok agymunkát igényel – ez a fajta science fiction. […] Ted Chiang kitűnően alkalmazza az Új Hullám által meghonosított metaforát: a Kilégzés nem más, mint a törékeny emberi sors példázata, amely – a szerző szerint – lehet, hogy rövid, hogy haszontalannak tűnik, mégis, seregnyi csodát rejt. Csak oda kell rá figyelni.
Tudomány, emberi lépték így fonódik egybe a bravúrosan rövid íráson belül. Végkicsengése mégsem szomorú, hiszen az rólunk, az entrópiától (szintén) sújtott Világegyetemben élő civilizációról szól.
Ritka gyönyörű novella.” SFinsider

## Magyarul
- Kétszázadik (Metropolis Media, 2009, 117-135. oldal, fordította: Németh Magdolna) ISBN 978-963-9828-24-7
- Kilégzés és más novellák; ford. Ballai Mária, Bosnyák Edit et al.; Agave Könyvek, Bp., 2019